# 카지노 (컴퓨터 바이러스)
카지노(casino) 컴퓨터 바이러스는 악성 바이러스의 하나로, 감염된 파일을 실행하면 파일 할당 테이블(FAT)를 랜덤 액세스 메모리(RAM)에 복사한 다음 하드 디스크로부터 FAT를 삭제한다. 사용자는 5점 크레딧을 갖고서 잭팟 게임에 도전하게 된다. 이기든 지든 상관 없이 컴퓨터는 종료되므로 자신의 도스를 재설치해야 하는 상황에 놓인다.
카지노 컴퓨터 바이러스는 1월, 4월, 8월 15일에 활성화된다.

## 메시지
도전 시 표시되는 메시지는 다음과 같다: